# 山口きらら博記念公園
山口きらら博記念公園（やまぐちきららはくきねんこうえん）は、山口県山口市阿知須にある山口県立の都市公園（広域公園）である。

## 概要
2001年（平成13年）に阿知須町きらら浜の一角で開催された山口きらら博（21世紀未来博覧会）の主会場の跡地利用の一環として、「県民の交流・参加を通じたスポーツの振興を図る場」として、2002年7月から「山口県立きららスポーツ交流公園」として供用を開始した（当初は一部施設のみ。全面オープンは2003年4月）。新たに建設された施設はサッカー・ラグビー場や駐車場（博覧会当時は公園周囲に設けられた仮設駐車場を使用していた）程度で、博覧会の施設のうち、乗り物や大半の仮設パビリオンなどを除き、ほとんどが博覧会当時のまま残されている。なお、仮設駐車場の一部は博覧会終了後も「北駐車場」としてそのまま残されており、通常時は閉鎖されているが、利用状況に応じて開放される。
2006年（平成18年）11月の都市計画決定により、都市公園法に基づく都市公園となり、名称を現在の「山口きらら博記念公園」に改めた。陸上競技場こそないものの、各種スポーツ施設を備えた運動公園と見なすことが出来る。第66回国民体育大会（おいでませ!山口国体）および第11回全国障害者スポーツ大会（おいでませ!山口大会）でも複数の競技の会場となった。
2013年（平成25年）から中国地方最大規模の野外音楽イベントであるWILD BUNCH FEST.が毎年開催される。これは1999年から2012年まで広島県（2003年以降は庄原市の国営備北丘陵公園）で開催されていた「SETSTOCK」の後継イベントとして開催されたものである。

### 交流拠点化計画
2024年（令和6年）3月に山口県が策定した「山口きらら博記念公園みらいビジョン」では、公園を県民の交流拠点・観光客の集客拠点として再整備する方針が示され、具体的にはフラワーガーデンやリモートワーク環境などの整備、飲食・温浴・宿泊施設などの設置、課題となっている公共交通機関によるアクセス性向上や園内交通手段の導入などが掲げられた。
このうちリモートワークスペースに関しては2024年11月1日より順次、フラワーガーデンに関しては2025年（令和7年）4月25日より開業しており、その他の整備予定施設に関しても2026年（令和8年）度末までに順次整備するとしている。

## 主な施設

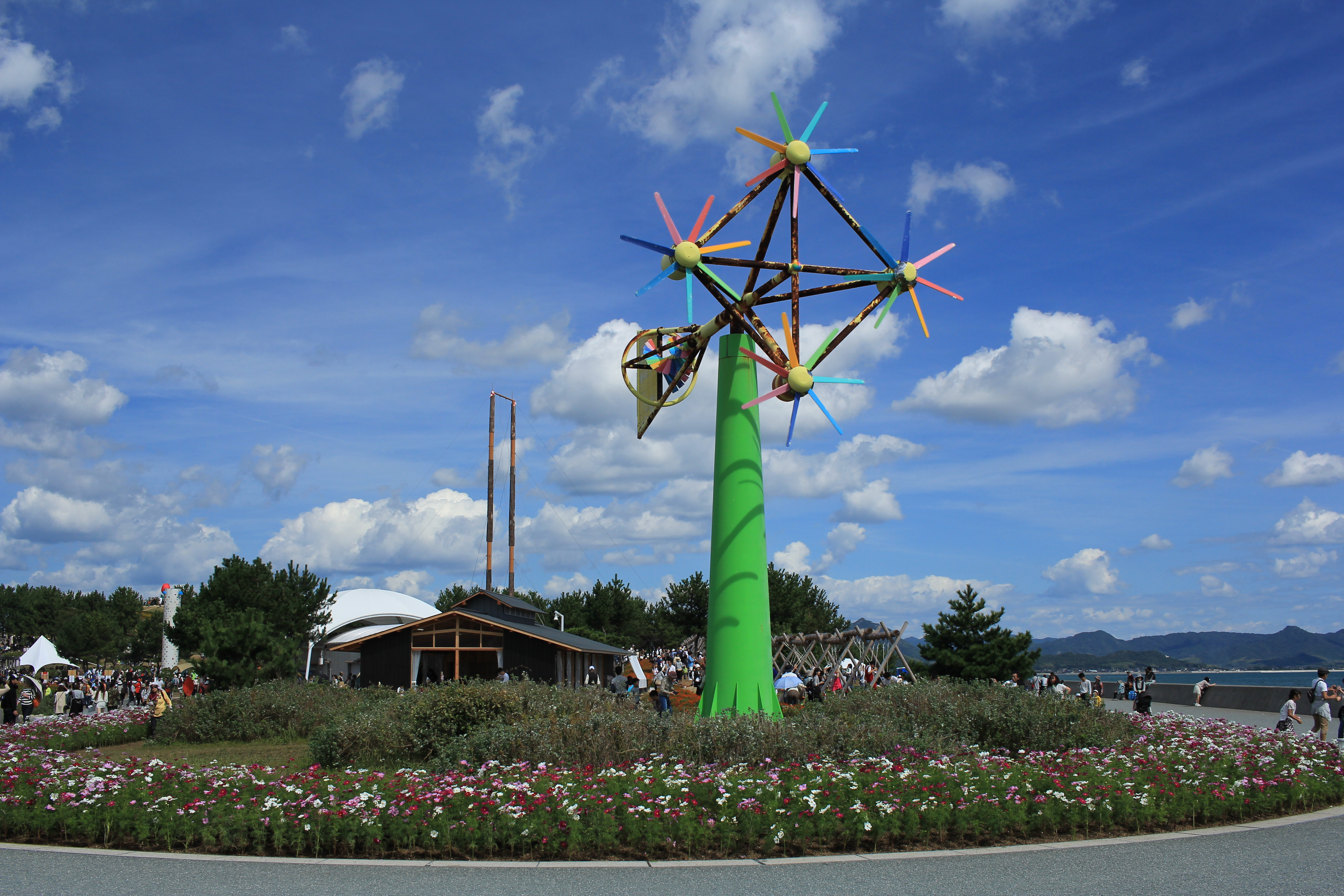
"きらら風車"　「風人」ピオトル・コワルスキー

### 月の海
山口きらら博の「ラグーンゾーン」として使用されたエリアをそのまま残したもの。山口きらら博記念公園の特徴的な作りの一つで、干拓により締め切られた堤防をわざと切り取り、3.9haの人工海浜を持つ入江を設けている。ビーチバレーのコート3面を確保することが出来る。
また、公園内園路と組み合わせてトライアスロンが行われることもある。実際、山口きらら博期間内にITUトライアスロンワールドカップが行われたほか、おいでませ!山口国体のデモンストレーション競技としてトライアスロンが行われる予定となっている。

### 太陽の丘・トリムの広場
人工的に作られた築山と、その周辺に広がる遊具群。綱渡りトリムコースは全長235mで日本一の長さを誇るほか、自然石仕上げのクライミングウォール、マウンテンネット（中国地方最大のネット遊具）などがある。利用無料（一部施設は無料貸し出しされるヘルメットを着用する必要がある）。

### 多目的ドーム
山口きらら博のメインパビリオンをそのまま生かした、山口県初のドーム型屋内競技場。山口きらら博記念公園のランドマークとなっている。

### サッカー・ラグビー場
山口きらら博の「街のゾーン」跡に建設された、158m×84mの天然芝グラウンドを持つ球技場。スタンドはメインスタンドのごく一部を除いて芝生席で、約5,000人収容。
Jリーグ所属のレノファ山口FCがメイングラウンドの一つとして使用している（山口県・中国リーグ時代は試合会場に使用。JFL以上ではキャパシティ制限の関係で、主に練習に使用）。
おいでませ!山口国体では、サッカー（成年女子）の会場、おいでませ!山口大会ではフライングディスクの会場となった。

### スポーツ広場
山口きらら博の「スポーツゾーン」として使用された、18,200m2の広さを持つ総天然芝の楕円形（厳密には多目的ドームに隣接した部分が欠けた形）のフィールドで、周囲をフィールドと一体化した芝生席が取り囲んでいる。
サッカー・ラグビーの公認フィールド1面を確保することが可能で、サッカー・ラグビー場のサブグラウンド（第二グラウンド）的に使用されることも多い。実際、国体のプレ大会となった第46回全国社会人サッカー選手権大会でも会場の一つとして使用された。おいでませ!山口国体でも、サッカー・ラグビー場と共にサッカー（成年女子）の会場となった。

### 水泳プール
- 規模 - 地上3階・地下1階
- 構造 - RC造
- 建設費 - 約70億円
- 設計・管理 - 山下設計
- 施工 - 五洋建設・井森工業・長沢建設JV
- 鉄骨製作 - 新日鉄エンジニアリング

おいでませ!山口国体において水泳の主会場とする目的で建設された、山口県初の屋内競泳プール。日本水泳連盟公認の50m×10レーンの競泳プールと25m×8レーンのサブプールを備える。1963年に行われた前回の山口国体では、日本水泳連盟公認の恩田プール（宇部市）が競泳の会場として用いられたが、水深が1.2m-1.8mと競泳以外の水泳競技を行うことが困難であったことから、0m～2.5mに可変可能な可動床を持ち、アーティスティックスイミングや水球に対応可能なプールの建設が決定した。
なお、飛込競技についてはさらなる別途施設（飛び込み台やさらなる深さを持ったプール）が必要となることから新設を断念し、広島市の広島市総合屋内プール（広島ビッグウェーブ）を使用することになった。

### 2050年の森
公園エリア（元山口きらら博会場）の北東側に位置する。2012年（平成24年）に開催された第63回全国植樹祭の一般植樹会場となったエリアで、植樹後30年から50年後に海岸林として機能することを想定している。東日本大震災復興祈念として設けられた「復興の森」に植えられたクロマツ等の苗木約200本を含む約23,000本の苗木が植樹されている。

### 大芝生広場
「2050年の森」の更に北東側に、災害時の陸上輸送基地としての機能を想定して設けた、約14.6haの広大な天然芝エリア。2018年（平成30年）5月供用開始。

## その他
- 釣りバカ日誌12 史上最大の有給休暇 - 主人公の浜崎伝助が勤める鈴木建設がきらら元気ドームの建設に携わった設定になっており、建設途中のきらら元気ドームが登場する。